# Pseudotextulariella
Pseudotextulariella es un género de foraminífero bentónico de la subfamilia Cuneolininae, de la familia Cuneolinidae, de la superfamilia Ataxophragmioidea, del suborden Ataxophragmiina y del orden Loftusiida. Su especie tipo es Textulariella cretosa. Su rango cronoestratigráfico abarca el Cenomaniense (Cretácico superior).

## Discusión
Clasificaciones previas incluían Pseudotextulariella en el suborden Textulariina del orden Textulariida o en el orden Lituolida.

## Clasificación
Pseudotextulariella incluye a las siguientes especies:
- Pseudotextulariella courtionensis †
- Pseudotextulariella cretosa †
- Pseudotextulariella salevensis †

Otra especie considerada en Pseudotextulariella es:
- Pseudotextulariella scarsellai †, de posición genérica incierta